# Jari Mantila
Jari Mantila (n. 14 iulie 1971, Kotka, Kymen lääni⁠(d), Finlanda) este un sportiv ce a reprezentat Finlanda, medaliat olimpic. A participat la 4 ediții ale Jocurilor Olimpice (1992, 1994, 1998, 2002) în care a câștigat o medalie de aur și o medalie de argint.